# Grynbryum
Grynbryum (Bryum gemmiferum) är en bladmossart som beskrevs av Rudolf Wilczek och Fernand Mathieu Hubert Demaret 1976. Grynbryum ingår i släktet bryummossor, och familjen Bryaceae. Arten är reproducerande i Sverige. Inga underarter finns listade i Catalogue of Life.